# امپراتوری ماجاپاهیت
ماجاپاهیت (اندونزیایی: Majapahit) یک امپراتوری هندو-دریایی جاوه‌ای در جنوب شرقی آسیا بود که از سال ۱۲۹۳ تا حدود ۱۵۲۷ بر جزیره جاوا (بخشی از اندونزی امروزی) حکومت می‌کرد. ماجاپاهیت در دوران هایام ووروک که دوران سلطنت وی از ۱۳۵۰ تا ۱۳۸۹ میلادی بود، با فتوحاتش در جنوب شرقی آسیا گسترش یافت و به اوج شکوه خود رسید. طبق نوشته‌هایی مربوط به سال ۱۳۶۵ میلادی، امپراتوری ماجاپاهیت ۹۸ بخش را از سوماترا تا گینه نو، شامل بخش‌هایی از اندونزی، سنگاپور، مالزی، برونئی، تایلند جنوبی، تیمور شرقی و جنوب غربی فیلیپین (به ویژه مجمع‌الجزایر سولو)، در بر می‌گرفت. اگرچه دامنه نفوذ ماجاپاهیت هنوز بین مورخان موضوع بحث است. ماهیت روابط و تأثیرات ماجاپاهیت بر کشورهای دست‌نشانده و همچنین وضعیت آن به عنوان یک امپراتوری هنوز بحث‌برانگیز است.
ماجاپاهیت یکی از واپسین امپراتوری‌های بزرگ هندو در منطقه بود و به عنوان یکی از بزرگترین و قدرتمندترین امپراتوری‌های تاریخ اندونزی و جنوب شرقی آسیا در نظر گرفته می‌شود و بعضاً به عنوان نمونه‌ای از مرزهای نوین اندونزی دیده می‌شود. نفوذ ماجاپاهیت بسیار فراتر از قلمرو امروزی اندونزی بود و بسیار مورد پژوهش قرار گرفته‌است.